# Chiesa di Santa Maria Assunta (Cividate Camuno)

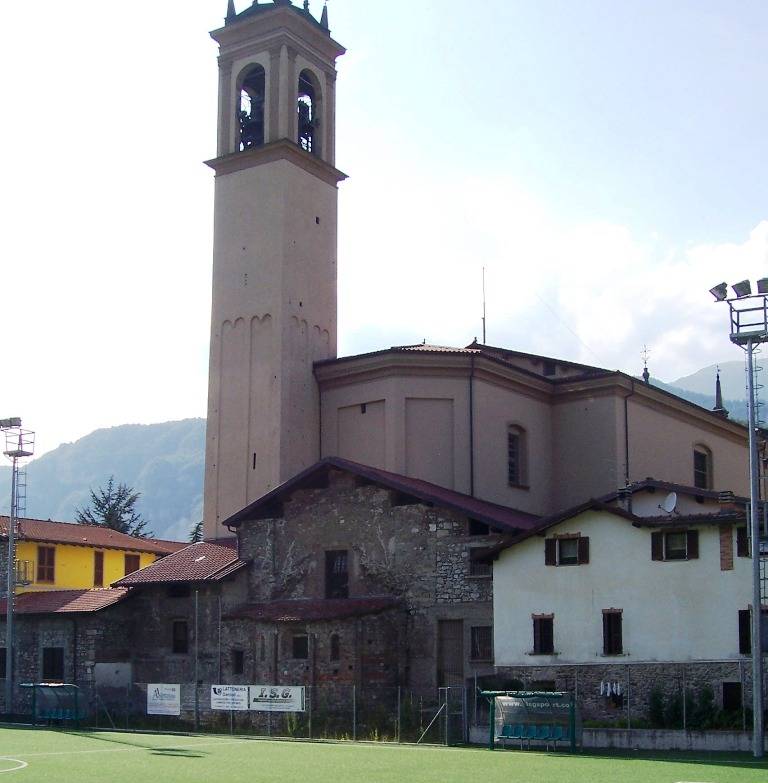
Abside della Pieve

La chiesa di Santa Maria Assunta è la parrocchiale di Cividate Camuno, in provincia e diocesi di Brescia; fa parte della zona pastorale della Media Val Camonica.

## Storia
È tra le chiese più antiche riportate dai documenti storici che parlano della Valle Camonica. Don Alessandro Sina ritiene che la chiesa fu una delle prime a sorgere in zona già alla fine del periodo romano, quando Cividate Camuno era ancora il centro amministrativo dell'area.
Gli scavi effettuati nel 1949 hanno rilevato una struttura a tre basidi databile al periodo pre longobardo (ante VII secolo). Questo fabbricato venne demolito all'inizio dell'XI secolo per far posto alla nuova struttura di stile romanico.
L'istituzione di pieve entra in crisi a partire dall'XI secolo, con l'istituzione delle parrocchie.
Nel 1780 viene realizzato il portale principale. 

## Descrizione

### Interno
All'interno sono conservati affreschi di Antonio Guadagnini.